# Tong Siv Eng
Tong Siv Eng (ur. 31 października 1919 w Kâmpóng Cham, zm. 12 czerwca 2001 w Bangkoku) – kambodżańska polityczka. Pierwsza kobieta wybrana do Zgromadzenia Narodowego Kambodży oraz pierwsza na stanowisku ministerskim.

## Życiorys

### Młodość, edukacja i kariera zawodowa
Urodziła się 31 października 1919 w Kâmpóng Cham. Jej ojciec był dyrektorem lokalnej szkoły. Miała dwójkę rodzeństwa.
Ukończyła szkołę średnią w Sajgonie. Uzyskała kambodżański/wietnamski odpowiednik baccalauréatu w języku francuskim. W 1941 roku zaczęła pracę jako nauczycielka. W 1956 roku została nauczycielką 12 dzieci króla Kambodży Norodoma Sihanouka.

### Działalność polityczna
Za namową swojego męża, Pung Peng Chenga, wystartowała w wyborach generalnych w Kambodży w 1958 roku do Zgromadzenia Narodowego Kambodży, które wygrała. Wystartowała z okręgu wyborczego obejmującego prowincję Kândal. Została pierwszą kobietą wybraną do kambodżańskiego parlamentu. Uzyskała reelekcję w wyborach generalnych w Kambodży w 1962 roku oraz w wyborach generalnych w Kambodży w 1966 roku. Pełniła funkcję p.o. przewodniczącej Zgromadzenia.
W latach 1959–1963 pełniła funkcję ministra ds. działań społecznych, a w latach 1963–1968 była ministrem zdrowia Kambodży w rządzie Sihanouka (jako premier kraju). Była pierwszą kobietą na stanowisku ministerskim w kraju. Uciekła z kraju w wyniku coup d'état w 1970 roku. Wraz z mężem uciekła do Francji, gdzie mieszkali przez 2 lata. W 1972 roku przenieśli się do Pekinu, gdzie na wygnaniu przebywał do 1975 roku Norodom Sihanouk. W 1989 roku powróciła do kraju. Została mianowana członkinią komitetu konstytucyjnego. Była odpowiedzialna za usunięciem kary śmierci z konstytucji kraju. Zachorowała w 1993 roku i odeszła na polityczną emeryturę.

### Pozostała działalność
Tong oraz jej mąż byli bliskimi przyjaciółmi, wieloletnimi powiernikami i doradcami króla Kambodży Norodoma Sihanouka.

### Życie prywatne
Zmarła na atak serca 12 czerwca 2001 w szpitalu w Bangkoku. W jej pogrzebie wzięło udział ponad 1000 dygnitarzy, dyplomatów i polityków, w tym król Kambodży Norodom Sihanouk, który zapalił jej stos pogrzebowy.
Miała dwójkę dzieci. Jej córką jest Kek Galabru, założycielka Ligue cambodgienne de défense des droits de l'homme, kambodżańskiej organizacji pozarządowej wspierającej biednych i bezdomnych. Jej mężem był Pung Peng Cheng (zm. 10 listopada 2001); sekretarz stanu w ministerstwie edukacji oraz sekretarz generalny rady tronowej w latach 1958–1970. Wzięli ślub w 1939 roku.